# Yinlong

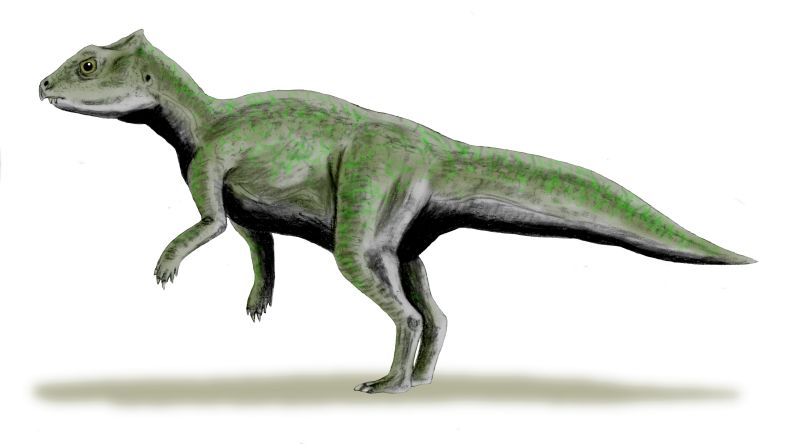
Rekonstruktion von Yinlong

Yinlong ist eine Gattung der Vogelbeckensaurier (Ornithischia) aus der Gruppe der Ceratopsia. Er ist der älteste und urtümlichste bekannte Vertreter dieser Gruppe. Er zeigt aber auch einige Merkmale der Pachycephalosauria und untermauert somit die vermutete enge Verwandtschaft dieser beiden Dinosauriergruppen. Yinlong lebte im Oberen Jura in Ostasien. Einzige beschriebene Art ist Yinlong downsi.

## Merkmale
Von Yinlong wurde bislang ein einziges, bis auf die Schwanzspitze komplettes Exemplar gefunden. Es hatte eine Länge von 1,2 Metern, war aber vermutlich noch nicht ganz ausgewachsen. Die Hinterbeine waren kräftig und stark, die Vorderbeine, die nur 40 % der Länge der Hintergliedmaßen erreichten, dünn und zart. Vermutlich bewegte sich Yinlong biped fort.
An der Spitze des Oberkiefers befand sich ein Rostralknochen, was diesen Dinosaurier eindeutig als Vertreter der Ceratopsia klassifiziert. Das Schuppenbein (Squamosum) ist durch eine Reihe kleiner knöcherner Höcker charakterisiert, was auch ein Merkmal der Pachycephalosauria ist. Es bildet einen schmalen Nackenschild, im Gegensatz zu den späteren Ceratopsia ist das Scheitelbein (Parietale) nicht am Nackenschild beteiligt.
Am Zwischenkieferbein (Praemaxillare) befinden sich pro Seite drei und am Oberkiefer (Maxilla) pro Seite 13 Zähne. Die Zähne des Zwischenkieferbeins sind deutlich größer, der zweite Zahn ist leicht gezackt. Die Oberkieferzähne stehen eng beieinander und sind meißelförmig. Aufgrund des geschlossenen Kiefers können die Zähne des Unterkiefers kaum gesehen werden, aber die vordersten sind deutlich kleiner als die hinteren.
Im Bereich des Rumpfes wurden sieben Gastrolithen, jeder mit 1 bis 1,5 Zentimetern Durchmesser, gefunden. Verglichen mit den Ausmaßen des Tieres sind diese auffallend groß, ähnlich wie bei den Psittacosauridae.

## Entdeckung und Datierung
Die fossilen Überreste von Yinlong wurden in der Shishugou-Formation im Dsungarischen Becken im chinesischen Xinjiang entdeckt und 2006 von Xu Xing erstbeschrieben. Der Gattungsname leitet sich von den chinesischen Wörtern Yǐn (chinesisch 隱 / 隱 – „versteckt“) und Lóng (龍 / 龙 – „Drache“) ab. Das ist eine Anspielung auf den Film Crouching Tiger, Hidden Dragon, der teilweise in der Nähe des Fundortes gedreht wurde. Long (= „Drache“) ist darüber hinaus ein häufiger Namensbestandteil bei Dinosauriern, die in China gefunden wurden, etwa bei Dilong oder Guanlong. Typusart und einzig bekannte Art ist Y. downsi, das Artepitheton ehrt den kurz vor der Benennung verstorbenen Paläontologen Will Downs.
Die Funde werden in den frühen Oberjura in das Oxfordium auf ein Alter von ca. 163 bis 157 Millionen Jahre datiert. Yinlong ist somit der älteste bekannte Ceratopsia, wodurch diese Gruppe rund 20 Millionen Jahre älter wird als bisher angenommen.

## Systematik

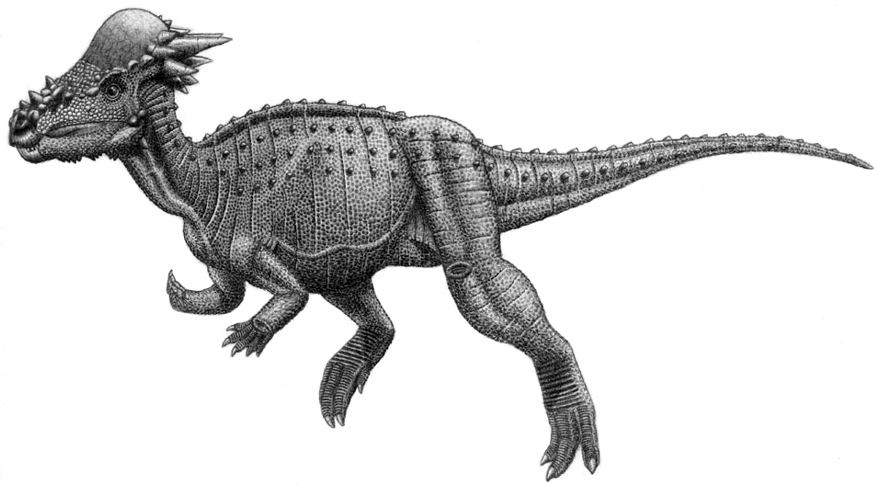
Der Fund von Yinlong sichert die Verwandtschaft der Ceratopsia zu den Pachycephalosauria ab.

Merkmale wie der Rostralknochen klassifizieren Yinlong eindeutig als Vertreter der Ceratopsia. Von anderen Ceratopsia unterscheidet er sich aber unter anderem durch einen proportional kleineren Kopf, das weniger ausladende Jugale (ein Schädelknochen), den Ausschluss des Scheitelbeins vom Nackenschild und weitere Merkmale im Bau des Schädels. Die Erstbeschreiber klassifizieren ihn deshalb als basalsten Vertreter dieser Dinosauriergruppe.
Gleichzeitig weist Yinlong aber auch Merkmale der Pachycephalosauria auf, einer vorwiegend in der Oberkreide verbreiteten Gruppe dickköpfiger Dinosaurier. Schon vor der Entdeckung Yinlongs galten Ceratopsia und Pachycephalosauria als eng verwandt und wurden als Marginocephalia zusammengefasst. Aufgrund der hohen Spezialisierung beider Dinosauriergruppen war diese Verwandtschaft durch morphologische Merkmale bislang aber nur schwach abgesichert. Laut den Erstbeschreibern wird durch den Fund von Yinlong die Monophylie der Marginocephalia deutlich bekräftigt.
Eine weitere, allerdings überraschende Schlussfolgerung der Erstbeschreiber ist, dass Yinlong auch Ähnlichkeiten mit den Heterodontosauridae aufweist. In den meisten jüngeren Systematiken, so auch in Weishampel et al. (2004), werden die Heterodontosauridae den Ornithopoda zugerechnet, einer formenreichen Sauriergruppe, zu der unter anderem Iguanodon und die Hadrosauridae gerechnet werden. Laut diesen Systematiken gelten Ornithopoda und Marginocephalia als Schwestergruppen. Xu et al. fassen hingegen die Marginocephalia und die Heterodontosauridae als Heterodontosauriformes zusammen und führen Schädelmerkmale (die Schläfenregion und die Region vor dem Auge) und Merkmale im Bau der Zähne (etwa die vergrößerten Zähne des Zwischenkieferbein) als Gemeinsamkeiten an. Xu et al. präsentieren eine phylogenetische Untersuchung, der zufolge die Heterodontosauriformes in die Ornithopoda eingebettet sind. Das würde die Ornithopoda im herkömmlichen Sinn (ohne die Marginocephalia) zu einer paraphyletischen Gruppe machen. Ob sich diese Sichtweise durchsetzt, bleibt abzuwarten.